# جوشوا هاريس (خبير مالي)
جوشوا جوردان هاريس (من مواليد 29 ديسمبر 1964)، هو مستثمر أمريكي ومالك فريق رياضي وفاعل خير. وهو أحد مؤسسي شركة الأسهم الخاصة أبوللو جلوبال مانجمنت والشريك الإداري لفريق فيلادلفيا سفنتي سيكسرز في الدوري الاميركي للمحترفين، ونيوجيرسي ديفلز، وواشنطن ريدسكينس. هاريس هو أيضًا شريك عام لنادي كريستال بالاس الإنجليزي لكرة القدم ويمتلك حصة أقلية في جو جيبس ريسينغ وهي منظمة أمريكية محترفة لسباق السيارات. تقدر ثروته الصافية بـ 8 مليارات دولار أمريكي.

## وصلات خارجية
- جوش هاريس على موقع إن إن دي بي (الإنجليزية)